# Schoutedenomyia congoensis
Schoutedenomyia congoensis är en tvåvingeart som beskrevs av Krober 1936. Schoutedenomyia congoensis ingår i släktet Schoutedenomyia och familjen stilettflugor.
Artens utbredningsområde är Angola. Inga underarter finns listade i Catalogue of Life.